# Limburger Vlaai

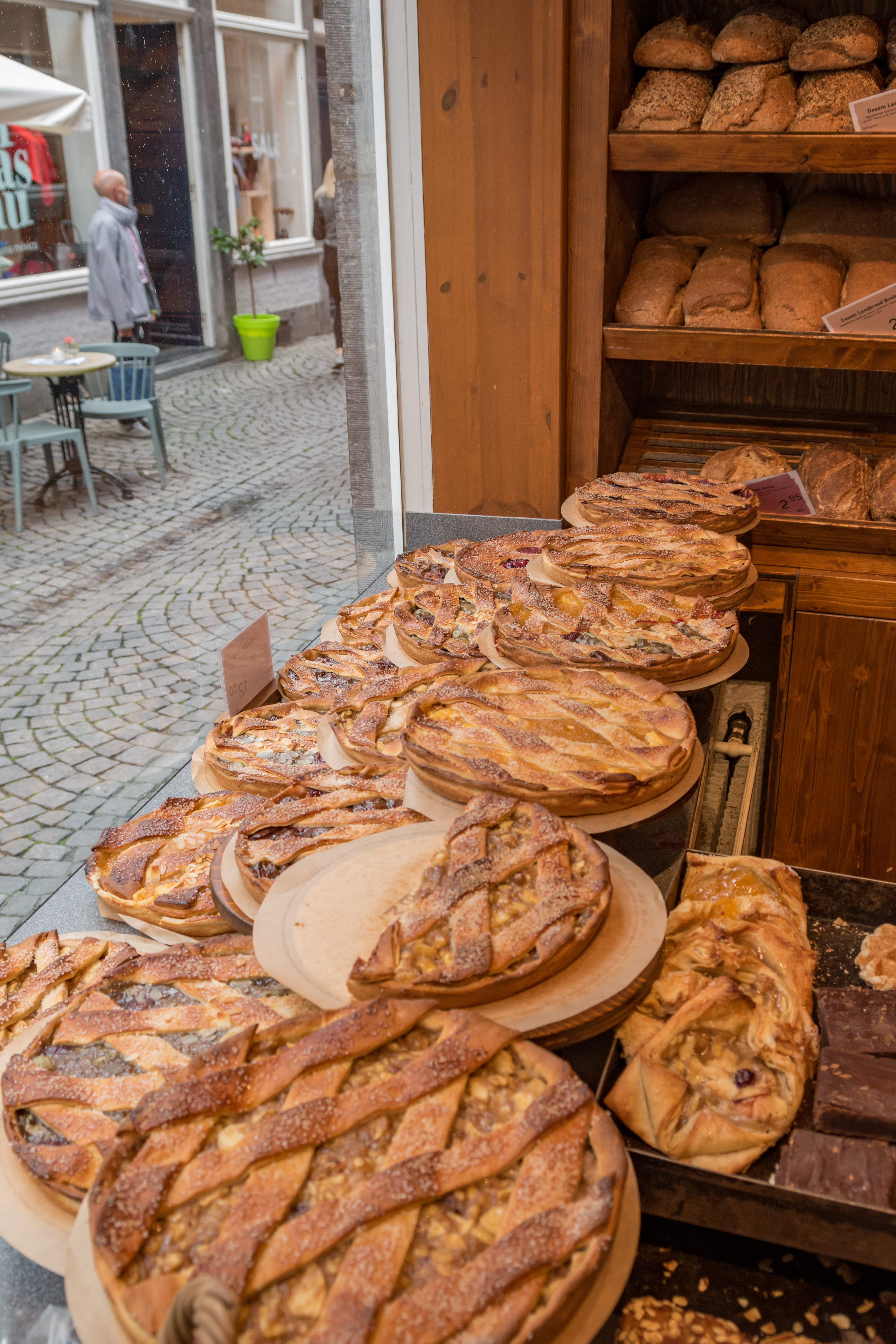
Limburger Vlaaien in einer Bäckerei in Maastricht

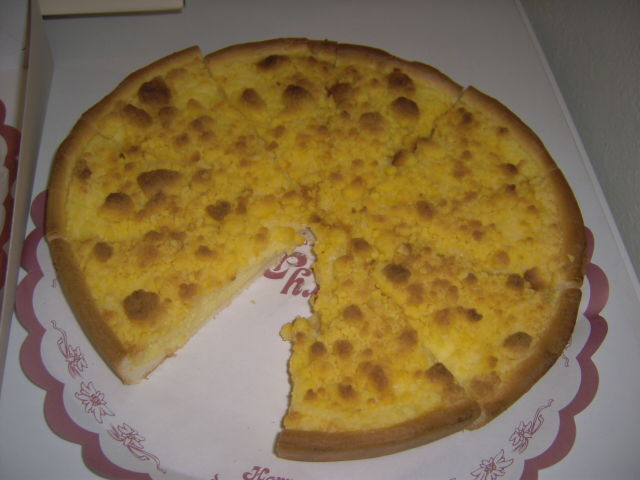
Vlaai mit Streuseln

Limburger Vlaai ist ein typisches Gebäck aus der niederländisch-belgischen Region Limburg. Die Zusammenstellung eines flachen Hefeteigs und einer Füllung aus angedicktem Fruchtkompott gilt als eine regionale Spezialität, die in erster Linie zu besonderen Anlässen (Geburtstagen, Familienfeiern, Feiertagen, Besuchen) verzehrt wird, ebenso wie die mit Milchreis gefüllte und zuweilen mit Schlagsahne garnierte Variante.

## Name und Aussehen
Der Name vlaai geht auf das Wort Fladen zurück. Auch im benachbarten Aachener Land sind Fläden (Pluralbildung in der Regel mit Umlaut) ein beliebtes Gebäck, ebenso wie in Ostbelgien, hier insbesondere der Reis- oder Blaubeerfladen. Tatsächlich handelt sich um einen Teigboden von etwa 27 bis 30 Zentimetern im Durchmesser, dessen Rand einige Zentimeter hochgebogen wird. Die entstandene Mulde wird mit einem Kompott aus Stachelbeeren, Kirschen, schwarzen Pflaumen, Äpfeln oder Aprikosen oder aber mit Milchreis gefüllt. Aprikosen- und Pflaumenvlaaien werden dabei oft mit einem Gitter aus demselben Teig dekoriert. Schlagsahne wird immer häufiger dazu serviert, doch gilt dies nicht als traditionelle Präsentation der Vlaai.

## Besonderheiten
Vlaai unterscheidet sich grundlegend von einer klassischen französischen Tarte dadurch, dass der Boden aus einem leichten Hefeteig hergestellt wird, weißem Brotteig ähnlich. Ist der Teigboden relativ dünn und elastisch, so muss das Fruchtkompott recht dick sein. Ein typisches Merkmal ist zudem, dass der Teig mitsamt den Früchten im Ofen gebacken wird und der Boden nicht blind gebacken und erst nach dem Backen mit Früchten garniert wird. Ein vorgebackener Boden mit frischen Früchten darauf ist also keine Vlaai.

## Anerkennung als regionale Spezialität
Niederländische und belgische Bäcker aus der Region Limburg bemühten sich erfolgreich darum, die Limburgse vlaai als Spezialität und Herkunftsbezeichnung von der EU anerkennen zu lassen. Diese erfolgte am 16. Januar 2024. Es geht ihnen darum, eine gewisse Qualität sicherzustellen, sowohl was die handwerkliche Fertigung wie auch die verwendeten Zutaten anbelangt. Weiterhin wollen sie mit dem Gütesiegel das Produkt vor Nachahmung aus Brotfabriken schützen, da billige Varianten immer öfter in Supermärkten unter der Bezeichnung „Limburgse vlaai“ verkauft werden. Die Garnierung mit Schlagsahne wäre laut dem Vorschlag nicht erlaubt. Die Bäcker möchten ebenfalls, dass nur in der eigenen Region gebackene Limburgse vlaaien das Siegel tragen dürfen.

## Überregionale Bekanntheit in den Niederlanden
Einer Unternehmerin aus Weert wird zugeschrieben, dass sie die Vlaai auch in den übrigen Regionen der Niederlande bekannt gemacht habe. Frau Maria Hubertina Hendrix, mit dem Spitznamen Antje van de statie („Antje vom Bahnhof“), verkaufte Anfang des 20. Jahrhunderts ihre Weerter vlaaitjes (kleine Vlaaien aus Weert) im Bahnhof ihrer Stadt. Das Gebäck wurde derart beliebt, dass es später etwa auch in Nijmegen hergestellt wurde. 1988 wurde zu Ehren Hendrix’ in Weert eine Statue aufgestellt.